# Caldeirão do Huck
Caldeirão do Huck foi um programa de auditório brasileiro exibido pela TV Globo nas tardes de sábado de 8 de abril de 2000 a 28 de agosto de 2021 com apresentação de Luciano Huck.

## História
O programa estreou em 8 de abril de 2000, às 14h30, sob a apresentação de Luciano Huck e direção de Jorge Espírito Santo, produzido pelo núcleo Marlene Mattos. Depois, teve a direção de Ignácio Coqueiro, Mário Márcio Bandarra, Leandro Néri, Rodrigo Cebrian e Mario Meirelles. Humor, boa música, convidados especiais, pessoas comuns, desafios, brincadeiras e entrevistas são os ingredientes do Caldeirão do Huck, atualmente sob a direção de Boninho e Helio Vargas. A equipe do programa conta também com diversas assistentes de palco, conhecidas por "Coleguinhas". O programa já contou com a participação de Bruno de Luca, Grazi Massafera, da ex-BBB Mariana Felício, Tatá Werneck e Dani Calabresa como repórteres da atração.
No primeiro ano do Caldeirão, Luciano Huck convidava cantores, grupos ou artistas para participar do programa do início ao fim, normalmente promovendo uma mistura de estilos musicais. Na fase inicial, os radialistas Emílio Surita e Marcos Chiesa, o Bola, participavam do programa fazendo comentários engraçados e interagindo com o apresentador. O programa tem à renovação constante de seu conteúdo, sempre com novos quadros, como "Superchance", "Operação Cupido", "Pulsação", "Aventura em Família", "Bababoom", "Cantando 7", "Orelhão Surpresa", "Olha Minha Banda", "Vou de Táxi", "Ruim de Roda", "Jovens Inventores", "Negócio Fechado". "Eu sou melhor que você", "Se Eu Fosse Você", "Caldeirão em Domicílio", dentre muitos outros. Além de game shows como "The Wall" e "Quem Quer Ser um Milionário". Com o passar dos anos a atração foi focando em realizar sonhos em quadros como "Lar Doce Lar", "Lata Velha", "Agora ou Nunca", "Encontrar Alguém", "Mandando Bem", "Um Por Todos e Todos Por Um", "Visitando o Passado", "Felizes Para Sempre", "Herói Por um Dia", "Ao Mestre Com Carinho", são os maiores exemplos disso.
Além de quadros fixos, alternados a cada semana, o programa inclui a exibição de entrevistas feitas pelo próprio Luciano Huck. Entre outras personalidades entrevistadas, destacam-se a modelo Gisele Bündchen, a atriz e cantora americana Jennifer Lopez, Myke Tyson e o príncipe Harry. O programas ganhou edições especiais, com transmissão ao vivo, durante a cobertura da Copa das Confederações de 2013 e da Copa do Mundo de 2014, ambas sediadas no Brasil, durante a Olimpíada de 2016, realizada no Rio de Janeiro, e anualmente, durante a transmissão do especial Criança Esperança.Em 5 de outubro de 2019, o programa completou 1000 edições.
Inicialmente o Caldeirão do Huck não era exibido em rede nacional, já que sua veiculação nas afiliadas não era obrigatória em favor de programas locais na mesma faixa de horário.Por conta disso, a estreia do programa não foi exibida para 40% das afiliadas da TV Globo. Algumas delas mantiveram seus programas locais na grade de programação, como a RBS com programas esportivos e de entretenimento para o Rio Grande do Sul e, na época, Santa Catarina; a EPTV com o Terra da Gente para as regiões de Campinas (SP), São Carlos (SP), Ribeirão Preto (SP) e  Varginha (MG) e a Rede Bahia com uma edição local da Sessão de Sábado para o estado da Bahia. A partir de 7 de abril de 2001, o programa passou a ter veiculação obrigatória para toda a rede, o que levou o programa a ser exibido para todo o país em rede nacional.
Em 22 de julho de 2021, é anunciado que o programa iria ganhar um novo apresentador após a transferência de Luciano Huck para o comando de um novo programa dominical da Globo, substituindo o Domingão do Faustão e posteriormente a Dança dos Famosos. A última edição com Huck foi exibida em 28 de agosto e a partir do dia 4 de setembro o programa ganharia um novo formato. Em 6 de agosto é confirmado que Marcos Mion passa a ser o novo apresentador do programa, passando a se chamar Caldeirão com Mion, além de ganhar um novo formato.  Com a nova fase ocorre a estreia dos quadros "Sobe o Som" e "Isso a Globo Mostra". O "Tem ou Não Tem" (uma adaptação do game show Family Feud) segue fixo na nova fase do programa. Os quadros "Lata Velha", "Quem Quer Ser Um Milionário?", "The Wall", "Encontrar Alguém", "Um Por Todos e Todos Por Um", "Visitando o Passado" e "Pequenos Gênios" são movidos para o Domingão com Huck.

## Quadros
Presentes no Últimos Anos do Programa
- Agora ou Nunca
- Árvore dos Desejos
- Ao Mestre com Carinho
- Caldeirão em Domicílio
- Encontrar Alguém
- Essa Música é Minha
- Felizes para Sempre
- Gonga La Gonga
- Herói Por Um Dia
- Jovens Inventores
- Lata Velha
- Lar Doce Lar
- Mandando Bem
- Memória Fotográfica
- O Melhor Dia da Minha Vida
- Próximo Passo
- Pendurados
- Pequenos Gênios
- Quando Você Menos Espera
- Quem Quer Ser Um Milionário?
- The Wall
- Um Por Todos e Todos Por Um
- Vou de Taxi
- Visitando o Passado
- Pequenos gênios
- x1000

Antigos
- Aventura em Família
- Acerte o Desenho
- Amor a Bordo
- Acorrentados
- Bababum
- Cantando 7
- Desafiados
- Essa é Pra Casar
- Eu Sou Melhor Que Você
- Entrega de Pizza
- Guerra de Sono
- Negócio Fechado
- Olha Minha Banda
- Operação Cupido
- Orelhão Surpresa
- Peneira
- Precisa-se
- Pulsação
- Quem Fica Com Tudo?'
- Ruim de Roda
- Se Eu Fosse Você
- Superchance
- Toda Família Tem Um Super-Herói
- Um Minuto Com O Ídolo

### Subindo a Serra
Com um formato semelhante ao do Quebrando a Rotina, o reality show levava um grupo de artistas à viajarem juntos, desta vez para a cidade montanhosa de Teresópolis, no Rio de Janeiro, passando alguns dias em um hotel-fazenda aproveitando o clima frio da serra. A primeira temporada, em 2005, trouxe Felipe Dylon, Wanessa, Karina Bacchi, Popó, Preta Gil, Grazi Massafera e Bruno de Lucca, na qual eles tiveram a missão de organizar um casamento. No mesmo ano a segunda temporada estreou com Dado Dolabella, Sthefany Brito, Kayky Brito, Giba, Hortência, além de Bruno de Lucca e Grazi Massafera novamente, tendo a missão de gravar um curta-metragem.

### Acorrentados
Em agosto de 2002, também baseado em um programa da Endemol, estreou o quadro Acorrentados. Desta vez, um homem foi algemado a seis mulheres durante seis dias, com o objetivo de encontrar sua parceira ideal. Vigiados por câmeras ligadas 24 horas por dia, os participantes "acorrentados" eram obrigados a realizar um roteiro de atividades urbanas criado pela produção do programa. A cada semana era exibido um episódio, com a eliminação de uma das pretendentes. Em outubro do mesmo ano, o Caldeirão do Huck apresentou a versão feminina do quadro, Acorrentados – A Revanche. Ao todo, o quadro teve três edições.

### Amor a Bordo
Em 2002, seguindo a tendência dos reality shows, o Caldeirão do Huck lançou novos quadros. Em abril, estreou o quadro Amor a Bordo, inspirado no programa holandês Love Boat, da empresa Endemol. Durante nove semanas, em episódios de 40 minutos cada, sete homens e sete mulheres, todos solteiros, e que nunca tinham se visto antes, buscaram encontrar seu par. Os participantes passaram 16 dias dentro de um iate, que visitava ilhas paradisíacas do litoral do Rio de Janeiro e São Paulo. Dois casais foram eliminados já no primeiro episódio. No final, o casal que demonstrou maior nível de envolvimento, através das provas realizadas, ganhou um cruzeiro num navio de luxo. O Caldeirão do Huck exibiu uma nova versão do quadro entre dezembro de 2002 e fevereiro de 2003.

### Guerra do Sono
Em 12 de abril de 2003, o Caldeirão do Huck lançou o quadro Guerra do Sono, em que dez pessoas eram mantidas num loft cenográfico de 700m2 construído no Projac. Depois de passarem 24 horas acordados, os participantes deviam realizar diversas provas de esforço físico. Aquele que aguentasse mais tempo passava para a final. Os candidatos não podiam tomar café, refrigerante ou qualquer outra bebida estimulante. No total, foram quatro eliminatórias.

### Musa do Carnaval
O Caldeirão do Huck produziu, em 2003, um concurso de passistas entre representantes das escolas de samba que desfilam no grupo especial do Rio de Janeiro e de São Paulo. Jurados convidados pelo programa elegeram aquelas que mostraram mais carisma, beleza e samba no pé. As vencedoras foram: Iketula, da Porto da Pedra, em 2003; Silvana Beleza, da Grande Rio, em 2004; Jaqueline Faria, da Portela, em 2005; Mel Brito, da Caprichosos de Pilares, em 2006; Carla Cristina, da Beija-Flor, em 2007; Renata do Camisa Verde e Branco foi eleita a Musa de São Paulo em 2008, concorrendo com  Cristiane, do Salgueiro que se sagrou Musa do Caldeirão naquele ano. A partir de 2009, a competição ganhou novo formato, e as concorrentes cariocas e paulistas passaram a disputar o concurso separadas. As vencedoras do concurso Musa do Carnaval a partir de então foram: Suellen, da Portela (RJ), e Gaby Viana, da Acadêmicos do Tucuruvi (SP), em 2009; Carol, da Unidos da Tijuca (RJ), e Lyllian, da Vai-Vai (SP), em 2010; Luana Bandeira, do Salgueiro (RJ), e Andressa Sobrinho, da Rosas de Ouro (SP), em 2011; Evelyn, da Mangueira (RJ), e Janaína, da Vai-Vai (SP), em 2012; Daiana Laia, da Vila Isabel (RJ), e Cinthia, da Império de Casa Verde (SP), em 2013; Bruna, da Pérola Negra (SP), e Rafaela, do Salgueiro (RJ), em 2014; Dedê, da Portela (RJ), e Tarine (SP), da X9 Paulistana, em 2015.

### Malhação
- Em 2007 o diretor Ricardo Waddington promoveu um concurso intitulado "Casal Malhação" para escolher um ator e uma atriz para integrar a décima quinta temporada do seriado.[12] Ao todo foram 21 mil inscritos de todo Brasil sendo somente um escolhido do estado do Acre, dos quais 24 candidatos foram selecionados para as seletivas realizadas por Luciano Huck no palco do programa entre 19 de setembro a 24 de novembro de 2007.[12] Na final, porém, os jurados alegaram que as duas meninas finalistas não haviam se saído bem no último teste, decidindo escolher os dois atores: Caio Castro e Rael Barja.[13] Na ocasião cogitou-se inserir os dois como um casal gay, porém a ideia foi abortada, uma vez que temeu-se que o público mais conservador pudesse reagir de forma negativa.[14][15] Caio ingressou no elenco como o co-protagonista Caio, porém Rael foi considerado velho demais para passar-se como estudante e acabou ficando com o papel do faxineiro Cajú.[16] Daniela Carvalho, que foi finalista naquele ano, conseguiu uma bolsa de estudos na Oficina de Atores da TV Globo por indicação de Luciano Huck e, quatro anos depois, se tornou protagonista da décima oitava temporada.[17]
- Em 2012 houve um novo concurso, dessa vez intitulado Novos Talentos Malhação, para revelar um único ator ou atriz para a temporada Intensa como a Vida, tendo 12 mil inscritos.[18] Dentre eles, apenas 12 atores foram escolhidos para os testes semanais no palco do programa, realizados entre 16 de junho e 28 de julho de 2012.[19] Na final, o diretor José Alvarenga Jr. revelou que, apesar de inicialmente ser apenas uma vaga, os jurados haviam escolhidos dois atores: Guilherme Dellorto e Talita Tilieri.[20] Guilherme foi escalado para um dos papeis centrais como o mulherengo Nélio, enquanto Talita formou um triângulo amoroso como a Ana Paula.[21] Brenno Leone, que chegou na final, integrou o elenco do seriado três anos depois, na vigésima terceira temporada.[22]

### Saltibum
Em 2014, estreou o quadro Saltibum, uma competição de saltos ornamentais entre duas equipes em formato reality show, formadas por artistas. As provas aconteciam no Centro de Educação Física Almirante Adalberto Nunes (CEFAN), no Rio de Janeiro. 

#### Primeira temporada
Na primeira edição, a equipe azul contou com Felipe Titto (como capitão), Camilla Camargo, Duda Nagle, Eri Jonhson, Ildi Silva, Kiko Pissolato e Rhaisa Batista; e a vermelha, com Caio Castro (como capitão), Carlos Machado, Fiorella Mattheis, Leonardo Miggiorin, Priscila Marinho, Raquel Villar e Romulo Neto. Havia disputa entre capitães e equipes. Ao fim das provas, o vencedor na disputa entre capitães foi Felipe Titto e por equipes foi Romulo Neto.

#### Segunda temporada
Em 11 de abril 2015, o Saltibum ganhou nova versão e voltou a ser atração no Caldeirão. Desta vez, as equipes foram dividias entre masculino e feminino, de onde saíram dois vencedores: Priscila Fantin e Rodrigo Simas. Participaram das provas femininas: Ana Carolina Dias, Carol Nakamura, Érika Januza, Gracyanne Barbosa, Priscila Fantin, Thaeme e Yanna Lavigne. Já no time masculino: Jacaré, Jesus Luz, Jonatas Faro, Leandro Lima, Rodrigo Simas e Tande. O ator Alexandre Slaviero estava dado como certo, mas não pôde participar por motivos pessoais.

#### Terceira temporada
A edição 2016 estreou em 18 de outubro e conta com Bella Falconi, Carol Barcellos, Lexa, Maíra Charken, Marcela Fetter, Scheila Carvalho e Talytha Pugliesi no time feminino, e, Bruno Chateaubriand, Diogo Sales, Kayky Brito, Mariano (da dupla Munhoz & Mariano), Naldo Benny, Pedro Scooby e Raphael Sander no time masculino. Os campeões da temporada foram: Bruno Chateaubriand e Maíra Charken.

### Visitando o Passado
Pegando informações de um artista com base em depoimentos e descrições de familiares sobre algum lugar que desperte boas lembranças de sua infância e reconstrói o ambiente afetivo no palco do programa. Teve a estreia em 06 de setembro de 2014, com Carolina Dieckmann, como primeira convidada. Já foram homenageado grandes artistas como Anitta, Sandy & Junior, Ivete Sangalo, Neymar, Ana Maria Braga, Juliana Paes, Iza, Claudia Leitte, Luan Santana, Daiane dos Santos, Mariana Ximenes, Pabllo Vittar, entre outros.

## Especiais

### A Festa é Sua
A partir de 2007, o programa ganhou um especial de fim de ano. No Caldeirão do Huck - A Festa é Sua, uma única família é escolhida para participar de todos os quadros principais do programa: Lar Doce Lar, Lata Velha e Agora ou Nunca. Na primeira edição do especial, entre as mais de 500 mil cartas analisadas pela equipe da atração, a família de dona Abigail, que tem três filhos biológicos e 54 adotados, foi a escolhida. Em 2008, foi a vez do apresentador ajudar a família de dona Etani, que tem dois filhos biológicos e 44 adotivos. Já em 2009, dona Conceição e seus 53 filhos ganharam casa e carro renovados e prêmio em dinheiro no Agora ou Nunca. Em 2010, Luciano Huck realizou a maior aventura dos dez anos do Caldeirão. O apresentador e sua equipe viajaram mais de quatro mil quilômetros para gravar o especial A Festa é Sua. Diretamente do Teatro Amazonas, o apresentador contou a história da comunidade ribeirinha São Tomé, localizada a três horas de barco de Manaus. A carta enviada para a produção do Caldeirão foi escrita por Raimundo, ex-morador da vila e admirador da história de superação daqueles que ainda moram lá. O objetivo do programa era não somente ajudar os moradores – 45 pessoas, habitantes de 14 casas simples, construídas por eles mesmos –, mas também criar melhores condições infraestruturais para que os ribeirinhos pudessem viver de maneira autossustentável. Em 2011, foi a vez de Dona Eunice e seus 27 filhos terem casa, creche e cooperativa reformadas.

### Caldeirão de Ouro
Em 2013, o Caldeirão encerra o quadro A Festa é Sua, e no lugar, criou o Caldeirão de Ouro, que é semelhante ao Globo de Ouro, programa que deu entre 1972 e 1990, a diferença é que o Caldeirão apresenta as 10 musicas que foram mais tocadas no ano, com participações de artistas da Globo e cantores.
2013
1. "Assim Você Mata o Papai" - Sorriso Maroto
2. "Já Não Sei Mais Nada" - Bruno & Marrone
3. "Camaro Amarelo" - Munhoz & Mariano
4. "Lê Lê Lê" - João Neto & Frederico
5. "Buquê de Flores" - Thiaguinho
6. "Sonho de Amor" - Zezé di Camargo & Luciano
7. "Eu sem Você" - Paula Fernandes
8. "Eu Quero Tchu, Eu Quero Tcha" - João Lucas & Marcelo
9. "Céu Azul" - Charlie Brown Jr.
10. "Exagerado" - Naldo Benny

2014
1. "Show das Poderosas" - Anitta
2. "Te Esperando" - Luan Santana
3. "Vagalumes" - Pollo
4. "Piradinha" - Gabriel Valim
5. "Simples Desejo" - Thiaguinho
6. "Vidro Fumê" - Bruno & Marrone
7. "Diz Pra Mim" - Gusttavo Lima
8. "Se Joga" - Naldo Benny
9. "Vai e Chora" - Sorriso Maroto
10. "Meu Lugar" - Onze:20

2015
1. "Cê Topa" - Luan Santana
2. "País do Futebol" - MC Guimê
3. "Diz Pra Mim" - Malta
4. "Domingo de Manhã" - Marcos & Belutti
5. "Beijinho no Ombro" - Valesca Popozuda
6. "Caraca Muleke" - Thiaguinho
7. "Você Me Vira a Cabeça" - Bruno & Marrone
8. Blá Blá Blá" - Anitta
9. "Hoje" - Ludmila
10. "Waiting for You" - Jota Quest

2016
1. "Escreve Aí" - Luan Santana
2. "Suíte 14" - Henrique & Diego
3. "Cuida bem dela" - Henrique & Juliano
4. "Deixa Ele Sofrer" - Anitta
5. "Agora" - Bruno & Marrone
6. "Vai Vendo" - Lucas Lucco
7. "O Homem Não Chora" - Pablo
8. "Não Quero Mais" - Ludmilla
9. "Sem Você a Vida É Tão Sem Graça" - Thiaguinho
10. "Não Me Deixe Sozinho" - Nego do Borel

2017
1. "Sosseguei" - Jorge & Mateus
2. "Infiel" - Marília Mendonça
3. "Coração Machucado" - Wesley Safadão
4. "Sim ou Não" - Anitta
5. "10%" - Maiara & Maraisa
6. "O Nosso Santo Bateu" - Matheus & Kauan
7. "50 Reais" - Naiara Azevedo
8. "Amei Te Ver" - Tiago Iorc
9. "Cancun" - Thiaguinho
10. "Bom" - Ludmilla

2018
1. "K.O." - Pabllo Vittar
2. "Acordando o Prédio" - Luan Santana
3. "Paradinha" - Anitta
4. "Amante Não Tem Lar" - Marília Mendonça
5. "Sorte Que Cê Beija Bem" - Maiara & Maraisa
6. "Cheguei" - Ludmilla
7. "Loka" - Simone & Simaria (com Anitta)
8. "Você Partiu Meu Coração" - Nego do Borel (com Anitta)
9. "Olha a Explosão" - MC Kevinho
10. "Energia Surreal" - Thiaguinho
11. "Trevo (Tu)" - Anavitória (bônus track)

2019
1. "Largado às Traças" - Zé Neto & Cristiano
2. "Sofazinho" - Luan Santana
3. "Pesadão" - Iza
4. "Romance com Safadeza" - Wesley Safadão
5. "Ao Vivo e A Cores" - Matheus & Kauan
6. "O Sol" - Vitor Kley
7. "Dim Dim Dim" - Ludmilla
8. "Meu Abrigo" - Melim
9. "Dona Maria" - Thiago Brava
10. "Só Quer Vrau" - MC MM e DJ RD
11. "Amor Falso" - Wesley Safadão e Aldair Playboy (bônus track)

2020
1. "Atrasadinha" - Felipe Araújo
2. "Quando a Bad Bater" - Luan Santana
3. "Terremoto" - Anitta e Kevinho
4. "Vou Ter Que Superar" - Matheus & Kauan
5. "Ela É do Tipo" - Kevin O Chris
6. "Brisa" - Iza
7. "Invocada" - Ludmilla
8. "Péssimo Negócio" - Dilsinho
9. "Uma Nora Pra Cada Dia" - Kevinho
10. "Deixa Tudo Como Tá" - Thiaguinho
11. "Cobaia" - Lauana Prado (bônus track)

#### Ranking
| Pos | Artista Musical           | PG | Qtd | Posição (Ano)                                                                  | %  |
| --- | ------------------------- | -- | --- | ------------------------------------------------------------------------------ | -- |
| 1   | Luan Santana              | 56 | 6   | 2 (2014), 1 (2015), 1 (2016), 2 (2018), 2 (2019), 2 (2020)                     | 70 |
| 2   | Anitta                    | 50 | 8   | 1 (2014), 8 (2015), 4 (2016), 4 (2017), 3 (2018), 7 (2018), 8 (2018), 3 (2020) | 63 |
| 3   | Bruno e Marrone           | 24 | 4   | 2 (2013), 6 (2014), 7 (2015), 5 (2016)                                         | 30 |
| 4   | Thiaguinho                | 23 | 7   | 5 (2013), 5 (2014), 6 (2015), 9 (2016), 9 (2017), 10 (2018), 10 (2020)         | 29 |
| 5   | Ludmilla                  | 19 | 6   | 9 (2015), 8 (2016), 10 (2017), 6 (2018), 7 (2019), 7 (2020)                    | 24 |
| 6   | Sorriso Maroto            | 19 | 2   | 1 (2013), 9 (2014)                                                             | 24 |
| 7   | Matheus e Kauan           | 18 | 3   | 6 (2017), 5 (2019), 4 (2020)                                                   | 23 |
| 8   | Iza                       | 14 | 2   | 3 (2019), 6 (2020)                                                             | 18 |
| 9   | Marília Mendonça          | 13 | 2   | 2 (2017), 4 (2018)                                                             | 16 |
| 10  | MC Kevinho                | 12 | 3   | 9 (2018), 3 (2020), 9 (2020)                                                   | 15 |
| 11  | Wesley Safadão            | 12 | 2   | 3 (2017), 4 (2019)                                                             | 15 |
| 12  | Maiara e Maraisa          | 11 | 2   | 5 (2017), 5 (2018)                                                             | 14 |
| 13  | Felipe Araújo             | 10 | 1   | 1 (2020)                                                                       | 13 |
| -   | Jorge e Mateus            | 10 | 1   | 1 (2017)                                                                       | 13 |
| -   | Pablo Vittar              | 10 | 1   | 1 (2018)                                                                       | 13 |
| -   | Zé Neto e Cristiano       | 10 | 1   | 1 (2019)                                                                       | 13 |
| 17  | Naldo Benny               | 9  | 2   | 10 (2013), 8 (2014)                                                            | 11 |
| -   | Nego do Borel             | 9  | 2   | 10 (2016), 8 (2018)                                                            | 11 |
| 19  | Henrique e Diego          | 9  | 1   | 2 (2016)                                                                       | 11 |
| -   | MC Guimê                  | 9  | 1   | 2 (2015)                                                                       | 11 |
| 21  | Henrique e Juliano        | 8  | 1   | 3 (2016)                                                                       | 10 |
| -   | Malta                     | 8  | 1   | 3 (2015)                                                                       | 10 |
| -   | Munhoz e Mariano          | 8  | 1   | 3 (2013)                                                                       | 10 |
| -   | Pollo                     | 8  | 1   | 3 (2014)                                                                       | 10 |
| 25  | Gabriel Valim             | 7  | 1   | 4 (2014)                                                                       | 9  |
| -   | João Neto e Frederico     | 7  | 1   | 4 (2013)                                                                       | 9  |
| -   | Marcos e Belutti          | 7  | 1   | 4 (2015)                                                                       | 9  |
| 28  | Kevin O Chris             | 6  | 1   | 5 (2020)                                                                       | 8  |
| -   | Valesca Popozuda          | 6  | 1   | 5 (2015)                                                                       | 8  |
| 30  | Lucas Lucco               | 5  | 1   | 6 (2016)                                                                       | 6  |
| -   | Vitor Kley                | 5  | 1   | 6 (2019)                                                                       | 6  |
| -   | Zezé di Camargo e Luciano | 5  | 1   | 6 (2013)                                                                       | 6  |
| 33  | Gusttavo Lima             | 4  | 1   | 7 (2014)                                                                       | 5  |
| -   | Naiara Azevedo            | 4  | 1   | 7 (2017)                                                                       | 5  |
| -   | Pablo                     | 4  | 1   | 7 (2016)                                                                       | 5  |
| -   | Paula Fernandes           | 4  | 1   | 7 (2013)                                                                       | 5  |
| -   | Simone e Simaria          | 4  | 1   | 7 (2018)                                                                       | 5  |
| 38  | Dilsinho                  | 3  | 1   | 8 (2020)                                                                       | 4  |
| -   | João Lucas e Marcelo      | 3  | 1   | 8 (2013)                                                                       | 4  |
| -   | Melim                     | 3  | 1   | 8 (2019)                                                                       | 4  |
| -   | Thiago Iorc               | 3  | 1   | 8 (2017)                                                                       | 4  |
| 42  | Charlie Brown Jr.         | 2  | 1   | 9 (2013)                                                                       | 3  |
| -   | Thiago Brava              | 2  | 1   | 9 (2019)                                                                       | 3  |
| 44  | Jota Quest                | 1  | 1   | 10 (2015)                                                                      | 1  |
| -   | MC MM e DJ RD             | 1  | 1   | 10 (2019)                                                                      | 1  |
| -   | Onze:20                   | 1  | 1   | 10 (2014)                                                                      | 1  |

## Assistentes de palco
- Dany Bananinha (2000–19)
- Silvinha Burigo (2000–01)
- Priscila Dias (2000–01)
- Luana Ferreira (2000–10)
- Joana Tristão (2000–02)
- Tatyane Meyer (2000–05)
- Sandrinha Andrade (2001–06)
- Karen Motta (2003–11)
- Wandinha Ramalho (2005)
- Eloah Uzêda (2006–13)
- Fernanda Goeth (2006–13)
- Karen Kounrouzan (2010–12)
- Renata Molinaro (2011–12)
- Luana Bandeira (2011–2020)
- Georgia Busgaib (2011–2020)
- Lauren Hermsdorf (2012–13)
- Khrisley Karlen (2012–13)
- Carla Morone (2012–2020)
- Mariane Silvestre (2013–14)
- Bruna Salvatori (2014–2020)

## Controvérsias
Wagner Prado, um participante que teve o carro reformado no quadro "Lata-velha" em 2009, reclamou do estado do mesmo, dizendo que "não ficou do jeito que todo mundo esperava. Tudo deu certo na minha vida depois do Lata Velha, só o carro que não. Ele ficou lindo, como todo mundo viu nos programas e nas fotos, mas andando não ficou daquele jeito não. (...) O carro não andou uns 50 km (...) O motor e a suspensão dele estão ruim".
João Filho, escrevendo para o The Intercept disse que "em 19 anos de Caldeirão, Huck faturou muitos milhões em cima da exposição da miséria na TV. Histórias dramáticas de famílias pobres eram exploradas em troca de assistencialismo barato patrocinado por grandes marcas. Ajudar pobre na TV sempre foi um negócio lucrativo. Hoje, o Caldeirão mudou um pouco o perfil. Huck agora aparece menos como um assistencialista e mais como o empreendedor social que aposta em ideias transformadoras. Deixou de dar o peixe para ensinar o pobre a pescar."